# 4.ª División (Ejército Imperial Japonés)
La 4.ª División (第4師団, Daishi shidan) era una división de infantería del Ejército Imperial Japonés. Su distintivo de llamada era División Yodo (淀兵団, Yodo-heidan) (del río Yodo).

## Historia
La 4.ª División se formó en la ciudad de Osaka en enero de 1871 como la Guarnición de Osaka (大阪鎮台, Osaka chindai), uno de los seis mandos regionales creados en el incipiente Ejército Imperial Japonés. La Guarnición de Osaka tenía la responsabilidad de la región central de Honshū (distrito de Kansai), que abarcaba desde la prefectura de Shiga hasta la prefectura de Hyōgo. Los seis mandos regionales se transformaron en divisiones en virtud de la reorganización del ejército del 14 de mayo de 1888.

### Primeros combates
El 4.º Mando Regional desempeñó un papel fundamental en la derrota de la rebelión de Satsuma en 1877.
Durante la Primera guerra sino-japonesa en 1895, la 4.ª División desembarcó en la península de Liaodong y realizó tareas de seguridad como parte de la reserva del ejército, aunque su 7.ª Brigada Mixta fue enviada al norte de Formosa en septiembre de 1895 durante la invasión japonesa de Taiwán y ayudó a pacificar el distrito de Kapsulan (Yilan).
Durante la Guerra ruso-japonesa, la división, dirigida por el teniente general Ogawa Mataji, participó en la batalla de Nanshan, la batalla de Liaoyang (donde el comandante resultó herido y fue reemplazado por el teniente general Tsukamoto Katsuyoshi), la batalla del río Sha-ho y la batalla de Mukden.
La división participó más tarde en la intervención en Siberia y en el incidente de Jinan (1928).

### Segunda guerra sin-japonesa y Guerra del Pacífico

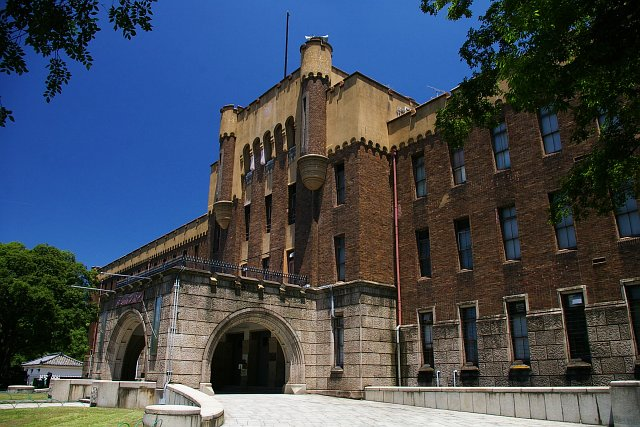
Cuartel general de la 4ª División en Osaka, Japón.

El 10 de febrero de 1937, la 4.ª División quedó bajo el mando del Ejército de Kwantung en Manchuria. Partió de Osaka el 6 de septiembre de 1937 y desembarcó en Daegu el 12 de septiembre de 1937. Participó en la campaña del Hubei Central, la batalla del Sur de Henan y la batalla de Jiangbei (atacando desde el norte de Anlu). Fue transferida al 11.º Ejército el 1 de julio de 1940. En septiembre de 1941, la división participó en la batalla de Changsha (1941). A partir del 11 de junio de 1941, comenzó a reorganizarse en una división triangular, entregando el 70.º Regimiento de Infantería a la 25.ª División, que finalmente fue transferida a la fuerza de reserva activa en las islas japonesas.
En marzo de 1942, la reorganización se completó y la 4.ª División fue reasignada al 14.º Ejército, llegando a Filipinas para participar en la batalla de Bataan el 3 de abril de 1942. La 4.ª División también contribuyó significativamente a los esfuerzos japoneses en la batalla de Corregidor el 5 de mayo de 1942. Después de que la campaña de Filipinas (1941-1942) terminara el 8 de mayo de 1942, la división regresó a las islas japonesas para realizar tareas de seguridad.
En septiembre de 1943, pasó a estar bajo el control del 25.º Ejército. La 4.ª División partió de Moji-ku, en Kitakyūshū, el 10 de octubre de 1943 y desempeñó funciones de guarnición en Padang, en Sumatra, desde principios de noviembre de 1943 para contrarrestar posibles ataques desde el oeste y servir como fuerza de reserva para el norte de Sumatra. Mientras estuvo de guarnición en Padang, también se le encomendó la tarea de entrenar a las milicias locales mientras durara la ocupación de Sumatra Occidental, conocidas como Giyuugun (義勇軍, Giyūgun). Partes de la 4.ª División estaban siendo transportadas en el Chicago Maru cuando se hundió el 15 de octubre de 1943, por lo que se desviaron temporalmente a Kaohsiung, en Taiwán. Asignada al 15.º Ejército el 14 de enero de 1945, su cuartel general final estuvo en Lampang, en Tailandia.
La 4.ª División comenzó a disolverse en junio de 1946. Los soldados fueron repatriados desde Bangkok a los puertos japoneses de Uraga y Kagoshima. La última subunidad, un hospital de campaña, partió de Bangkok el 4 de junio de 1946 y llegó a Kagoshima el 25 de junio de 1946. El 27 de junio de 1946, la 4.ª División se disolvió por completo.

### Edificio conmemorativo del cuartel general
El cuartel general original de la 4.ª División era el castillo de Osaka. Cuando se reconstruyó el castillo en 1931, se erigió un nuevo edificio para el cuartel general dentro de los terrenos del castillo a poca distancia gracias a las donaciones recaudadas por los ciudadanos de Osaka, de modo que el castillo y sus alrededores inmediatos pudieran convertirse en un parque público. En 1940, el cuartel general se trasladó de nuevo, esta vez a la zona del Santuario de Hōkoku (Osaka).
El arsenal de la división en Osaka detonó el 14 de agosto de 1945 debido a un bombardeo aliado, lo que provocó daños leves en los edificios del cuartel general. En 2013, el edificio del cuartel general permaneció como monumento de guerra dentro del Parque del Castillo de Osaka.
Entre los comandantes destacados de la historia de la 4.ª División se incluyen Takashima Tomonosuke, el príncipe Kitashirakawa Yoshihisa, Ichinohe Hyoe, Nobuyuki Abe, Hisaichi Terauchi, el príncipe Higashikuni Naruhiko y Tomoyuki Yamashita.